# بيرو بلازيفسكي
بيرو بلازيفسكي (بالمقدونية: Перо Блажевски)‏ مواليد 28 سبتمبر 1972 في سكوبيه، جمهورية مقدونيا، هو مدرب كرة سلة مقدوني ولاعب سابق. بدأ مسيرته الاحترافية في سنة 1990. يدرب في الدوري المقدوني لكرة السلة. اعتزل اللعب في 2013.

## المسيرة الاحترافية
لعب مع إم زد تي سكوبيه من سنة 1998 إلى 2000، ثم لعب مع نادي بريشتينا لكرة السلة في موسم 2003–2004، ثم لعب مع نادي دومدجالي لكرة السلة في موسم 2004–2005، ثم لعب مع نادي بريشتينا لكرة السلة في موسم 2005–2006.

## روابط خارجية
- بيرو بلازيفسكي على موقع الاتحاد الدولي لكرة السلة (الإنجليزية)
- بيرو بلازيفسكي على موقع كرة السلة الأوروبية.كوم (الإنجليزية)
- بيرو بلازيفسكي على موقع ريلجم (الإنجليزية)
- بيرو بلازيفسكي على موقع بروبوليرز (الإنجليزية)